# Jeffery Gibson
Jeffery Gibson (Freeport, Bahamas, 15 de agosto de 1990) es un atleta bahameño, especialista en la prueba de 400 m vallas, con la que ha logrado ser medallista de bronce mundial en 2015.

## Carrera deportiva
En el Mundial de Pekín 2015 gana la medalla de bronce en 400 m vallas, quedando por detrás del keniano Nicholas Bett y el ruso Denis Kudryavtsev (plata).